# Apterostigma manni
Apterostigma manni är en myrart som beskrevs av Weber 1938. Apterostigma manni ingår i släktet Apterostigma och familjen myror. Inga underarter finns listade.